# Domatha vivida
Espèce
Domatha vivida est une espèce d'araignées aranéomorphes de la famille des Thomisidae.

## Distribution
Cette espèce est endémique des Philippines.

## Description
Le mâle mesure 3 mm et la femelle 3 mm.

## Publication originale
- Simon, 1895 : Histoire naturelle des araignées. Paris, vol. 1, p. 761-1084 (texte intégral).